# Stor taffeland
Stor taffeland (latin: Aythya valisineria) er en dykand, der lever i Alaska, Canada og det nordvestlige USA.